# Гај (Горажде)
Гај је насељено мјесто у граду Горажду, Босна и Херцеговина.

## Становништво
|         | 2013.      | 1991.        | 1981.        | 1971.        |
| Укупно  | 6 (100,0%) | 42 (100,0%)  | 51 (100,0%)  | 72 (100,0%)  |
| Бошњаци | 6 (100,0%) | 39 (92,86%)1 | 45 (88,24%)1 | 60 (83,33%)1 |
| Срби    | –          | 3 (7,143%)   | 6 (11,76%)   | 12 (16,67%)  |

1. 1 На пописима од 1971. до 1991. Бошњаци су пописивани углавном као Муслимани.